# Maurice Lafforgue
Maurice Marcel Lafforgue (ur. 26 marca 1915 w Mende, zm. 31 października 1999 w Passy) – francuski narciarz alpejski, dwukrotny medalista mistrzostw świata. 
Wziął udział w mistrzostwach świata w Sankt Moritz w 1934 roku, gdzie nie ukończył rywalizacji zarówno w zjeździe jak i slalomie. Na rozgrywanych rok później mistrzostwach świata w Mürren był między innymi czternasty w zjeździe. Podczas mistrzostw świata w Chamonix w 1937 roku wywalczył dwa medale. Najpierw zajął drugie miejsce w zjeździe, ex aequo z Włochem Giacinto Sertorellim. Zawody wygrał jego rodak, Émile Allais. Dwa dni później był dziewiąty w slalomie, jednak w kombinacji ponownie był drugi. Rozdzielił tam Allaisa i Willego Steuriego ze Szwajcarii. Na mistrzostwach świata w Engelbergu w 1938 roku był dziesiąty w zjeździe, w slalomie zajął 29. miejsce, a w kombinacji był czternasty. Brał też udział w mistrzostwach świata w Zakopanem w 1939 roku, zajmując 7. miejsce w zjeździe, 23. w slalomie i 20. w kombinacji.
W 1936 roku wziął udział w igrzyskach olimpijskich w Garmisch-Partenkirchen, gdzie zajął 11. miejsce w kombinacji alpejskiej.
Jego żoną była szwedzka narciarka alpejska May Nilsson, z którą miał dwie córki, również narciarki: Ingrid i Britt. Jego zięć Henri Duvillard także był alpejczykiem, a wnukowie: Cédric Regnier-Lafforgue i Julien Regnier-Lafforgue reprezentowali Francję w narciarstwie dowolnym.

## Osiągnięcia

### Igrzyska olimpijskie
| Miejsce | Dzień    | Rok  | Miejscowość            | Konkurencja | Czas biegu | Strata     | Zwycięzca   |
| ------- | -------- | ---- | ---------------------- | ----------- | ---------- | ---------- | ----------- |
| 11.     | 9 lutego | 1936 | Garmisch-Partenkirchen | Kombinacja  | 99,25 pkt  | -13,48 pkt | Franz Pfnür |

### Mistrzostwa świata
| Miejsce | Dzień     | Rok  | Miejscowość  | Konkurencja | Czas biegu | Strata     | Zwycięzca          |
| ------- | --------- | ---- | ------------ | ----------- | ---------- | ---------- | ------------------ |
| DNF     | 15 lutego | 1934 | Sankt Moritz | Zjazd       | 4:27,2     | -          | David Zogg         |
| DNF     | 17 lutego | 1934 | Sankt Moritz | Slalom      | 1:49,0     | -          | Franz Pfnür        |
| 31.     | 24 lutego | 1935 | Mürren       | Slalom      | 1:46,1     | +29,6      | David Zogg         |
| 14.     | 25 lutego | 1935 | Mürren       | Zjazd       | 3:30,4     | +20,2      | Anton Seelos       |
| 21.     | 25 lutego | 1935 | Mürren       | Kombinacja  | 96,63 pkt  | -11,2 pkt  | Anton Seelos       |
| 2.      | 13 lutego | 1937 | Chamonix     | Zjazd       | 4:03,4     | +13,0      | Émile Allais       |
| 9.      | 15 lutego | 1937 | Chamonix     | Slalom      | 2:10,8     | +12,0      | Émile Allais       |
| 2..     | 15 lutego | 1937 | Chamonix     | Kombinacja  | 400,4 pkt  | +27,6 pkt  | Émile Allais       |
| 10.     | 5 marca   | 1938 | Engelberg    | Zjazd       | 3:17,8     | +19,0      | James Couttet      |
| 29.     | 6 marca   | 1938 | Engelberg    | Slalom      | 3:03,4     | +41,6      | Rudolf Rominger    |
| 14.     | 6 marca   | 1938 | Engelberg    | Kombinacja  | 331 pkt    | +63 pkt    | Émile Allais       |
| 7.      | 12 lutego | 1939 | Zakopane     | Zjazd       | 3:26,88    | +7,11      | Hellmut Lantschner |
| 23.     | 14 lutego | 1939 | Zakopane     | Slalom      | 2:01,6     | +1:10,4    | Rudolf Rominger    |
| 20.     | 14 lutego | 1939 | Zakopane     | Kombinacja  | 345,8 pkt  | +101,4 pkt | Josef Jennewein    |